# Щавель Маршалла
Щавель Маршалла, щавель Маршалів (Rumex marschallianus) — вид рослин з родини гречкових (Polygonaceae), поширений у помірній Євразії від сходу України до Сибіру й північного Китаю

## Опис
Однорічна рослина 5–50 см заввишки. Стебло від основи розгалужене, з розчепіреними гілками. Листки видовжені, на коротких ніжках. Лише 1 листочок оцвітини з придатком (горбком). Листова пластинка нижніх листків ланцетна або еліптично-ланцетна, 1.5–5 × 0.7–1.5 см, обидві поверхні голі, помітна серединна жилка, основа клиноподібна або округла, верхівка гостра; стеблові листки дрібні. Суцвіття китицеподібне. Квітки двостатеві. Плоди коричневі, блискучі, яйцеподібні, різко трикутні, ≈ 1 мм, основа усічена, вершина гостра.
Період цвітіння: червень — липень. Період плодоношення: липень — серпень.

## Поширення
Поширений у помірній Євразії від сходу України до Сибіру й північного Китаю. Населяє береги річок, пустирі, пісок берегів озер, вологі долини.
В Україні вид зростає по лугах, засолених місцях — у донецькому Лісостепу (околиці Луганська), степу (околиці Куп'янська), рідко.